# ヌノ・ソウザ・ゲデス
ヌノ・ソウザ・ゲデス（Nuno Sousa Guedes、1994年11月21日 - ）は、カンペオナト・ポルトガル・デ・ラグビー、CDUPに所属するラグビーユニオン選手。

## プロフィール
- ポルトガル出身[1]。
- ポジションフルバック(FB)。
- 身長 177cm、体重 80kg
- 7人制ポルトガル代表に選ばれたことがある。
- ポルトガル代表キャップは39（2025年2月現在）でラグビーワールドカップ2023のポルトガル代表に選ばれた[2]。

## 略歴
ルシタノスXVを経て、2022年、CDUPに加入。